# Pearl Street Films
Pearl Street Films est une société de production américaine fondée en 2012 fondée par Ben Affleck et Matt Damon. Jennifer Todd en était la présidente jusqu'à la fermeture de la société en 2022.

## Historique
Les deux acteurs et amis Ben Affleck et Matt Damon fondent la société en 2012. Jennifer Todd devient la présidente en octobre 2012.
En mars 2018, la société annonce adopter l'inclusion rider (en) pour plus de diversité, équité et inclusion dans ses futures productions,.
La société ferme ses portes en novembre 2022. Ben Affleck et Matt Damon se focalisent alors sur leur société de production indépendante, Artists Equity.

## Filmographie
Sauf indication contraire, les informations mentionnées dans cette section peuvent être confirmées par la base de données cinématographiques IMDb,  présente dans la section « Liens externes ».
- 2012 : Promised Land de Gus Van Sant
- 2014 : More Time with Family (téléfilm) de James Burrows
- 2015 : The Leisure Class de Jason Mann
- 2016 : Manchester by the Sea de Kenneth Lonergan
- 2016-2017 : Incorporated (série TV) de David et Alex Pastor
- 2016 : Jason Bourne de Paul Greengrass
- 2016 : Live by Night de Ben Affleck
- 2019 : City on a Hill (série TV)
- 2020 : The Way Back de Gavin O'Connor
- 2021 : Le Dernier Duel (The Last Duel) de Ridley Scott